# جينارو دي نابولي
جينارو دي نابولي (بالإيطالية: Gennaro Di Napoli)‏ هو عداء مسافات طويلة إيطالي، ولد في 5 مارس 1968 في نابولي في إيطاليا.

## وصلات خارجية
- جينارو دي نابولي على موقع الاتحاد الدولي لألعاب القوى (الإنجليزية)
- جينارو دي نابولي على موقع الاتحاد الإيطالي لألعاب القوى (الإيطالية)
- جينارو دي نابولي على موقع أوليمبيديا (الإنجليزية)